# Patricio da Silva
Patricio da Silva (né le 15 septembre 1756 à Pinheiros au Portugal et mort le 3 janvier 1840 à Lisbonne est un cardinal portugais du XIXe siècle. Il est membre de l'ordre des augustins.

## Biographie
Da Silva est évêque de Castelo Branco en 1818 puis transféré à l'archiodiocèse d'Évora en 1819. Le roi Jean VI de Portugal le nomme comme ministre et secrétaire des affaires ecclésiastiques de justice en 1824. Le pape Léon XII le crée cardinal lors du consistoire du 27 septembre 1824, il ne recevra jamais de titre.
Da Silva est transféré à l'archidiocèse de Lisbonne en 1826. Il est membre du conseil de  régence après la mort de Jean VI.
Il ne participe pas au conclave de 1829 lors duquel Pie VIII est élu, ni au conclave de 1830-1831 (élection de Grégoire XVI).

### Source
- Fiche du cardinal sur le site fiu.edu